# Čínská Tchaj-pej

Olympijská vlajka Čínské Tchaj-peje

Čínská Tchaj-pej je název Čínské republiky na Tchaj-wanu dohodnutý na základě Nagojské rezoluce, v níž se Čínská republika a Čínská lidová republika vzájemně uznaly v rámci aktivit Mezinárodního olympijského výboru. Jméno je Čínskou republikou užíváno pro činnost v mnoha mezinárodních organizacích a při některých událostech, jako jsou Olympijské hry, Miss Earth, Paralympijské hry, Asijské hry, Asijské Para hry, Univerziády a Mistrovství světa ve fotbale. Patří sem i nesportovní organizace jako Světová obchodní organizace a Světová zdravotnická organizace.
Pojem je úmyslně dvojznačný. Pro ČLR je „Čínská Tchaj-pej“ nejednoznačná, co se týče politického statusu nebo svrchovanosti Čínské republiky/Tchaj-wanu. Pro Čínskou republiku jde o inkluzivnější termín než „Tchaj-wan“ (který kuomintangská vláda, která tehdy byla u moci, považuje za součást Číny a stejně jako vláda ČLR se považuje za legitimní vládu celé Číny) a pro vládu ČLR je termín „Tchaj-wan“ spojený s nezávislostí ostrova na ČLR. Spojení Tchaj-wan, Čína může být zase vnímáno jako podřízení oblasti ČLR.
Tento název je považován některými Tchajwanci za urážku. Jde hlavně o tu část populace, která není etnicky čínská, a také o ty, kteří nebydlí v Tchaj-peji.[zdroj?]
Z politických důvodů soutěžil Tchaj-wan na olympijských hrách pod různými názvy. V letech 1956 a 1972 jako Republic of China (Čínská republika), Na LOH v roce 1960 jako Formosa, v letech 1964 a 1968 jako Taiwan. Od roku 1984 je používán název Čínská Tchaj-pej.

## Vlajky Čínské Tchaj-peje

Olympijská vlajka
Paraolympijská vlajka
Vlajka pro Univerziádu
Vlajka pro hry neslyšících
Volejbalová vlajka